# Ferguson Rotich
Ferguson Cheruiyot Rotich (né le 30 novembre 1989 à Kericho) est un athlète kényan, spécialiste du 800 mètres.

## Biographie
Il participe aux championnats du monde 2013, à Moscou, mais est disqualifié en demi-finale du 800 m pour franchissement de ligne.
En septembre 2013, Ferguson Rotich se classe troisième du Mémorial Van Damme de Bruxelles, ultime étape de la Ligue de diamant 2013, derrière l'Éthiopien Mohammed Aman et l'Américain Nick Symmonds. Il établit à cette occasion un nouveau record personnel sur 800 m en 1 min 43 s 22.
En 2014, il remporte la médaille d'or du relais 4 × 800 mètres lors des premiers Relais mondiaux, à Nassau aux Bahamas, en compagnie de Sammy Kirongo, Job Kinyor et Alfred Kipketer.
Il se classe cinquième des Jeux olympiques de 2016 à Rio de Janeiro en établissant son meilleur temps de l'année en 1 min 43 s 55. Il remporte le trophée de la Ligue de diamant 2016 après avoir notamment remporté les meetings de Shanghai et Stockholm.
Lors du meeting Herculis 2019, il porte son record personnel à 1 min 42 s 54 mais s'incline néanmoins devant Nijel Amos qui réalise la meilleure performance mondiale de l'année en 1 min 41 s 89. Il remporte la médaille de bronze des championnats du monde 2019 à Doha, en 1 min 43 s 82, devancé par Donavan Brazier et Amel Tuka.

## Palmarès
| Date | Compétition               | Lieu             | Résultat | Épreuve   | Temps         |
| ---- | ------------------------- | ---------------- | -------- | --------- | ------------- |
| 2014 | Relais mondiaux de l'IAAF | Nassau           | 1er      | 4 × 800 m | 7 min 8 s 40  |
| 2014 | Jeux du Commonwealth      | Glasgow          | 4e       | 800 m     | 1 min 46 s 09 |
| 2014 | Championnats d'Afrique    | Marrakech        | 4e       | 800 m     | 1 min 49 s 10 |
| 2015 | Relais mondiaux de l'IAAF | Nassau           | 2e       | r. medley | 9 min 17 s 20 |
| 2015 | Championnats du monde     | Pékin            | 4e       | 800 m     | 1 min 46 s 35 |
| 2016 | Jeux olympiques           | Rio de Janeiro   | 5e       | 800 m     | 1 min 43 s 55 |
| 2016 | Ligue de diamant          | Ligue de diamant | 1er      | 800 m     | détails       |
| 2017 | Relais mondiaux de l'IAAF | Nassau           | 2e       | 4 x 800 m | 7 min 13 s 70 |
| 2017 | Ligue de diamant          | Ligue de diamant | 5e       | 800 m     | 1 min 45 s 25 |
| 2018 | Championnats d'Afrique    | Asaba            | 5e       | 800 m     | 1 min 46 s 33 |
| 2019 | Championnats du monde     | Doha             | 3e       | 800 m     | 1 min 43 s 82 |
| 2021 | Jeux olympiques           | Tokyo            | 2e       | 800 m     | 1 min 45 s 23 |

## Records
| Épreuve | Performance   | Lieu   | Date            |
| ------- | ------------- | ------ | --------------- |
| 800 m   | 1 min 42 s 84 | Monaco | 18 juillet 2014 |